# Рамадан (село)
Рамада́н (каз. Рамадан) — село у складі Аккольського району Акмолинської області Казахстану. Входить до складу Єнбецького сільського округу.
Населення — 116 осіб (2021; 173 у 2009, 166 у 1999, 418 у 1989).
Національний склад станом на 1989 рік:
- казахи — 77 %.

У радянські часи село називалось Рамадан, пізніше — Кірово, 2019 року селу повернуто історичну назву.